# Christopher Rahming
Christopher Matthew Rahming Jr (ur. 27 kwietnia 1999 w Nassau) – bahamski piłkarz grający na pozycji pomocnika w klubie DMV Elite FC.

## Kariera klubowa

### Jefferson University Rams
Rahming grał w Jefferson University Rams w sezonie 2017. Nie wystąpił tam w żadnym meczu.

### Western Warriors SC
Rahming przeszedł do Western Warriors SC 1 stycznia 2018. W sezonie 2017/2018 zdobył z nimi wicemistrzostwo Bahamów oraz Puchar Bahamów.

### Castellaneta Calcio 1962
Rahming przeniósł się do Castellanety Calcio 1962 30 sierpnia 2022. Rozegrał dla nich 4 mecze nie strzelając żadnego gola.

### Maryland Bobcats FC
Rahming grał w Maryland Bobcats FC w sezonie 2023 i 2024.

### DMV Elite FC
Rahming trafił do DMV Elite FC 12 maja 2024.

## Kariera reprezentacyjna
| Mecze i gole w reprezentacji | Mecze i gole w reprezentacji | Mecze i gole w reprezentacji | Mecze i gole w reprezentacji | Mecze i gole w reprezentacji | Mecze i gole w reprezentacji | Mecze i gole w reprezentacji | Mecze i gole w reprezentacji                 |
| Bahamy                       | Bahamy                       | Bahamy                       | Bahamy                       | Bahamy                       | Bahamy                       | Bahamy                       | Bahamy                                       |
| Lp.                          | Data                         | Miejsce                      | Gospodarz                    | Gość                         | Wynik                        | Gol                          | Rozgrywki                                    |
| ---------------------------- | ---------------------------- | ---------------------------- | ---------------------------- | ---------------------------- | ---------------------------- | ---------------------------- | -------------------------------------------- |
| 1.                           | 08.09.2018                   | Belmopan                     | Belize                       | Bahamy                       | 4:0                          |                              | Liga Narodów CONCACAF 2019/2020 – eliminacje |
| 2.                           | 03.06.2022                   | Nassau                       | Bahamy                       | Saint Vincent i Grenadyny    | 1:0                          |                              | Liga Narodów CONCACAF 2022/2023              |
| 3.                           | 07.06.2022                   | Port-of-Spain                | Trynidad i Tobago            | Bahamy                       | 1:0                          |                              | Liga Narodów CONCACAF 2022/2023              |
| 4.                           | 10.06.2022                   | Nassau                       | Bahamy                       | Nikaragua                    | 0:2                          |                              | Liga Narodów CONCACAF 2022/2023              |
| 5.                           | 14.06.2022                   | Managua                      | Nikaragua                    | Bahamy                       | 4:0                          |                              | Liga Narodów CONCACAF 2022/2023              |
| 6.                           | 24.03.2023                   | Nassau                       | Bahamy                       | Trynidad i Tobago            | 0:3                          |                              | Liga Narodów CONCACAF 2022/2023              |
| 7.                           | 27.03.2023                   | Kingstown                    | Saint Vincent i Grenadyny    | Bahamy                       | 1:1                          |                              | Liga Narodów CONCACAF 2022/2023              |
| 8.                           | 10.09.2023                   | Nassau                       | Bahamy                       | Portoryko                    | 1:6                          | Gol                          | Liga Narodów CONCACAF 2023/2024              |
| 9.                           | 13.09.2023                   | Leonora                      | Gujana                       | Bahamy                       | 3:2                          |                              | Liga Narodów CONCACAF 2023/2024              |
| 10.                          | 15.10.2023                   | Nassau                       | Bahamy                       | Antigua i Barbuda            | 1:4                          |                              | Liga Narodów CONCACAF 2023/2024              |
| 11.                          | 17.10.2023                   | Pigotts                      | Antigua i Barbuda            | Bahamy                       | 2:2                          |                              | Liga Narodów CONCACAF 2023/2024              |
| 12.                          | 22.11.2023                   | Bayamón                      | Portoryko                    | Bahamy                       | 6:1                          |                              | Liga Narodów CONCACAF 2023/2024              |

## Sukcesy

### Western Warriors SC
- Puchar Bahamów (1×): 2017/2018